# Manzanillo (Espagne)
Pour les articles homonymes, voir Manzanillo.
Manzanillo est une commune de la province de Valladolid dans la communauté autonome de Castille-et-León en Espagne.

## Économie
Cette localité est vinicole et fait partie de l'AOC Ribera del Duero.

## Sites et patrimoine
- Église San Justo et Pastor.

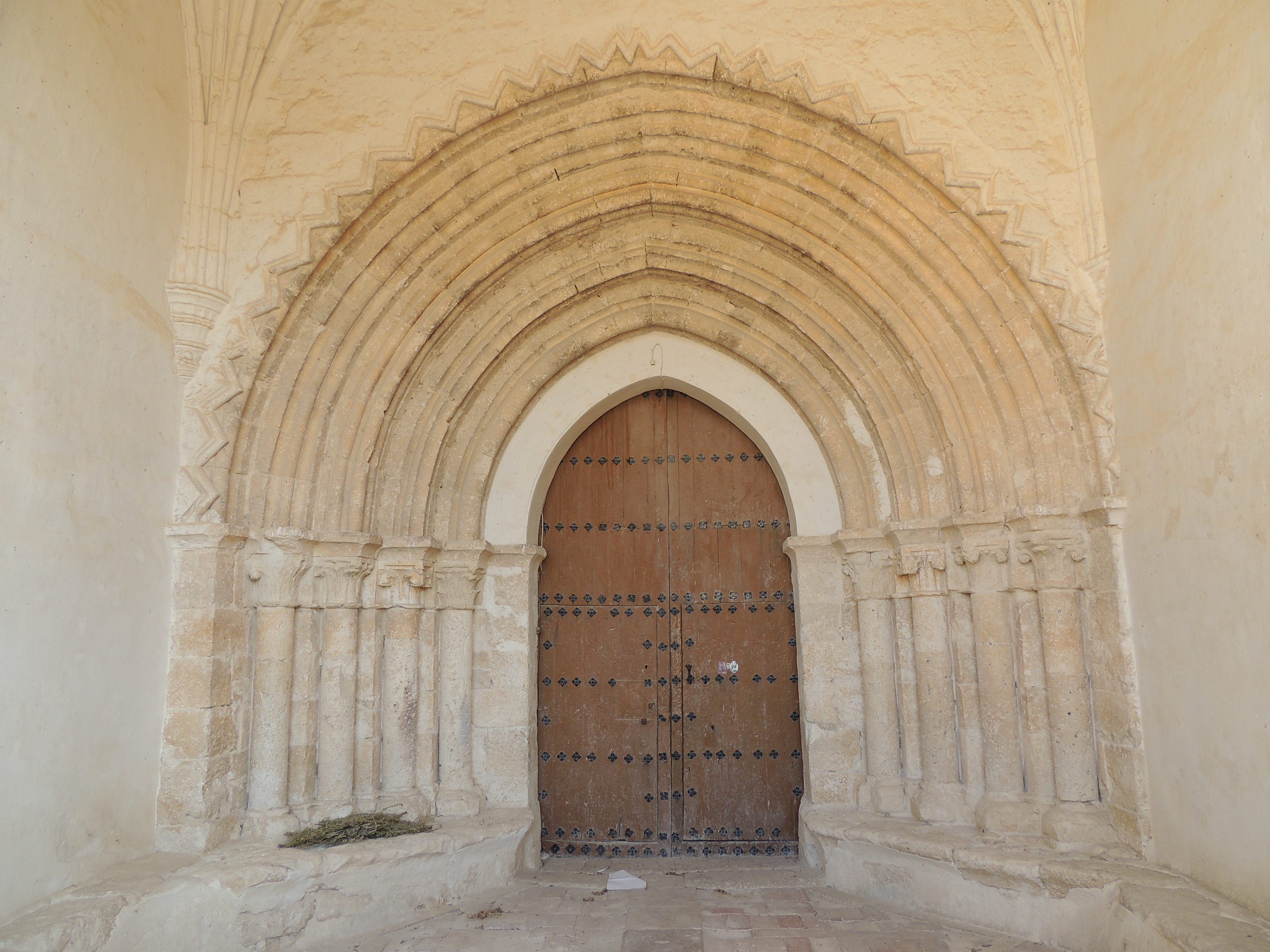
Porte de l'église San Justo et Pastor.